# رودلف شميد
رودلف شميد (بالألمانية: Rudolf Schmid)‏ هو متسابق على الجليد بمزلاجة نمساوي، ولد في 21 مارس 1951 في Liezen ‏ في النمسا، وتوفي في 21 أكتوبر 2014 في Oberwart ‏ في النمسا بسبب حادث مرور.

## وصلات خارجية
- رودلف شميد على موقع أوليمبيديا (الإنجليزية)